# Saint-Thomas-de-Caxton
Saint-Thomas-de-Caxton est un village situé sur la limite des municipalités de Saint-Étienne-des-Grès, de Saint-Barnabé et de Yamachiche dans Maskinongé au Québec. Il est situé sur une terrasse à l'est de la rivière Yamachiche. 

## Toponymie
Saint-Thomas-de-Caxton a été nommé en l'honneur du chanoine Thomas Martel, qui a dirigé la construction de l'église. Quant à « Caxton » il provient du canton  du même nom où une partie du territoire de Saint-Thomas-de-Caxton est situé. Le nom du canton apparaît sur la carte de Gale et Duberger en 1795. Il a été donné en l'honneur du village de Caxton, qui est situé à une quinzaine de kilomètres de Cambridge.

## Histoire
La paroisse de Saint-Thomas-de-Caxton a été fondée en 1903. C'est le père Louis-Eugène Duguay qui marque la position où est installée l'église. La construction de cette dernière est supervisée par le chanoine Thomas Martel.